# Kamehameha II.
Kamehameha II. (o. 1797. – 14. srpnja 1824.) bio je drugi kralj Havaja. Njegovo je puno ime bilo Kalani Kaleiʻaimoku o Kaiwikapu o Laʻamea i Kauikawekiu Ahilapalapa Kealiʻi Kauinamoku o Kahekili Kalaninui i Mamao ʻIolani i Ka Liholiho. Vladao je pet godina, a naslijedio ga je brat Kamehameha III.

## Životopis

### Rani život
Kamehameha je rođen oko 1797. godine u Hilu. Njegov je otac bio Kamehameha I. Veliki, a majka mu je bila najsvetija Kamehamehina supruga, kraljica Keōpūolani, kći kralja Kīwalaʻa.
Trebao je biti rođen na Oahuu.
Za njega se isprva brinuo Hanapi, a poslije i njegova baka, Kekuʻiapoiwa Liliha te kraljica Kaʻahumanu, Kamehamehina najdraža žena.
Imao je mlađeg brata i sestru.

### Vladavina
Nakon smrti Kamehamehe I., Kamehameha II. je došao na vlast, ali je Kaʻahumanu bila regentica. Kamehameha je zvan ʻIolani.
Dogodilo se nešto zvano ʻAi Noa - "slobodno jelo", kad su stari običaji napušteni i ženama je bilo dozvoljeno jesti banane s muškarcima. Sam Kamehameha jeo je s majkom i Kaʻahumanu.
Uskoro su i kršćanski misionari stigli na Havaje, a mnogi su napustili staru vjeru i običaje.
Kamehameha je bio poligamist te se nije htio odreći žena zbog kršćanstva.
Htio je otputovati u London, ali je njegova majka bila protiv toga. Nakon što je ona umrla, otišao je u Englesku. Poveo je poglavicu Bokija.
Upoznao je Petra I., cara Brazila, koji mu je dao mač, a sam je dobio havajski plašt od perja rijetkih ptica.
Razgledao je London s pratnjom; u to je doba vladao Đuro IV. Međutim, kraljica Kamāmalu dobila je male boginje i umrla, a sam Kamehameha umro je 14. srpnja. 
Tijela su vraćena na Havaje i pokopana, a Kamehameha III. stupio je na vlast.

## Vanjske poveznice
|  | Zajednički poslužitelj ima još gradiva o temi Kamehameha II. |